# Bateria de magnesi-sofre
Una bateria de magnesi-sofre és una bateria recarregable que utilitza ions de magnesi com a portador de càrrega, magnesi metàl·lic com a ànode i sofre com a càtode. Per augmentar la conductivitat electrònica del càtode, el sofre se sol barrejar amb carboni per formar un compost de càtode. La bateria de magnesi-sofre és una tecnologia d'emmagatzematge d'energia emergent i encara es troba en fase d'investigació.  És de gran interès, ja que en teoria la química pot proporcionar una densitat d'energia de 1722 Wh/kg amb un voltatge a ~1,7 V.
El magnesi és abundant, no tòxic i no es degrada a l'aire. El més important és que el magnesi no forma dendrites durant el procés de deposició/desemmotllament, cosa que s'atribueix a la principal causa de problemes de seguretat en bateries d'ions de liti i bateries de liti recarregables. S'ha publicat una primera revisió sobre les bateries de Mg-S a MRS Communications

## Recerca

### Toyota
El 2011, Toyota Motor va anunciar un projecte de recerca en aquesta àrea, i el mateix any van informar d'un nou electròlit químicament compatible amb el sofre. L'electròlit es va preparar com un complex àcid-base de Lewis a partir de la base de Hauser (HMDS)MgCl, on HMDS = hexametildisilazida, introduïda per C. Liebenow et al. el 2000 i AlCl3, conceptualment similar al complex electròlit binuclear d'Aurbach del 2001. Tot i que el complex s'havia de refinar mitjançant recristal·lització i només es podia utilitzar THF com a dissolvent, una tensió de descàrrega d'1 V es va obtenir en dos cicles, demostrant la viabilitat del principi.
Actualment, se sap que s'estan duent a terme esforços en la investigació de bateries recarregables de magnesi a Apple, Toyota i Pellion Technologies, així com en diverses universitats.

### Institut Helmholtz d'Ulm i KIT
El 2013, uns investigadors van anunciar un nou electròlit i les bateries a base de magnesi que l'acompanyen. L'electròlit és més estable i funciona bé amb diversos dissolvents i a altes concentracions. Admet càtodes de sofre. Dos productes químics comercials, una amida de magnesi i un clorur d'alumini, es van barrejar en un dissolvent, i el producte es pot utilitzar directament com a electròlit.
El 2015, es va presentar una bateria recarregable de Mg construïda amb un càtode nanocompost de grafè-sofre, un ànode compost de Mg-carboni i un complex no nucleòfil basat en Mg en un dissolvent de tetraglima com a electròlit. Els nanocompostos de grafè-sofre es van preparar amb una combinació de precipitació tèrmica i química. La cel·la Mg/S proporciona 448 mA hg-1 i 236 mA hg-1 després de 50 cicles. El càtode compost de grafè-sofre, amb una superfície elevada, morfologia porosa i grups funcionals d'oxigen, juntament amb un electròlit de Mg no nucleòfil, ofereix un rendiment millorat.
Recentment, s'ha introduït una nova classe d'electròlits compatibles amb el sofre i lliures de Cl. Es basa en una sal de Mg dèbilment coordinada amb anions grans (alcoxiborat fluorat) que es pot preparar mitjançant una reacció senzilla i utilitzar-se in situ.

### Universitat de Maryland
El 2015, un equip de la Universitat de Maryland va descobrir que l'additiu d'ions de liti pot millorar la reversibilitat de la reacció electroquímica en una bateria de Mg/S. La cel·la de Mg/S ofereix una capacitat d'aproximadament 1000 mAh/g durant 30 cicles amb dos nivells de descàrrega a 1,75 V i 1.0 V. La densitat d'energia que es pot obtenir de la cel·la a nivell de material és de 874 Wh/kg, aproximadament la meitat del seu valor teòric.
El 2017, el mateix equip va augmentar amb èxit l'estabilitat cíclica d'una cel·la Mg/S a 110 cicles, suprimint la dissolució del polisulfur amb un electròlit concentrat, una de les principals raons de la pèrdua de material actiu i la disminució de la capacitat en les bateries de Mg/S. També demostren que l'electròlit MgTFSI2-MgCl2-DME és compatible amb el càtode de sofre. A diferència dels electròlits complexos fabricats mitjançant la reacció àcid-base de Lewis o els electròlits que utilitzen sals de Mg amb anions grans, aquest electròlit es pot fabricar simplement barrejant MgTFSI2 i MgCl2 secs amb DME. Aquest procediment de síntesi fàcil permet que aquest electròlit sigui una plataforma convenient perquè la comunitat estudiï més a fons la química del Mg/S.